# David Katan
David Katan je vpliven prevodoslovec.

## Življenje in delo

### Delo na univerzah
Po končanem študiju je bil David Katan najprej 20 let (med letoma 1998 in 2006) izredni profesor na Univerzi v Trstu na oddelku za prevajalstvo (Scuola Superiore di Lingue Moderne per Interpreti e Traduttori, Università degli Studi di Trieste), nato pa se je zaposlil kot redni profesor na Univerzi v Salentu (Lecce, Italija) na oddelku za angleški jezik in prevajalstvo, kjer uči še danes. Leta 2012 je nekaj mesecev preživel na Kitajskem kot gostujoči predavatelj na Univerzi v Guangzhou na oddelku za tuje študije, kjer je tudi ustanovil  študijsko smer prevajanja za doktorske študente. Sprva sta smer obiskovala le dva študenta doktoranda, ki sta se osredotočala na prevajanje turističnih besedil s pomočjo inovativnih korpusnih lingvističnih orodij. 

### Delo drugod
Že več let je urednik revije Cultus: the Journal of Intercultural Mediation and Communication, uvrščeni med priporočene prevodoslovne revije po Evropskem združenju prevodoslovcev (EST). Poleg tega je tudi član uredniškega odbora revij RITT-Rivista internatiozionale di tecnica della traduzione - International Journal of Translation in ESP Across Cultures, ConneXions: International Professional Communication Journal in International Journal of Euro-Meditarranean Studies. 
Poleg univerzitetnih in uredniških dejavnosti je tako doma kot v tujini objavil tudi več kot 60 člankov o prevajanju in medkulturni komunikaciji. Leta 2004 je izšla njegova knjiga Translating Cultures: An Introduction for Translators, Interpreters and Mediators, ki je široko razširjena kot učbenik za prevajalce na univerzitetni stopnji. Kasneje je v Pekingu izšel še ponatis.  
Prevodoslovni strokovnjak je prispeval tudi publikacije k Routledge Encyclopaedia of Translation Studies (2008), The Routledge Companion to Translation Studies (2008), Benjamin's The Handbook of Translation Studies (2012) in Wiley-Blackwell The Encyclopedia of Applied linguistics (2013).  
Že več kot 30 let pod okriljem podjetja TCO-International Diversity Management poučuje o medkulturnih razlikah, poleg tega pa je tudi imetnik licence »The International Profiler«; propagira orodje Worldwork, ki je ustvarjeno, da bi posameznike na mednarodnih položajih seznanilo s kulturnimi razlikami.  
Nedavno je predstavil globalni vprašalnik o prevajalskem/tolmačevem statusu, rezultati so bili objavljeni v Hermes (2009), a Special Issue of Translation and Interpreting Studies (2011) in Benjamins (2012).